# Salvia greggii
Salvia greggii és una espècie de planta herbàcia perennifòlia del gènere Salvia de la família de les lamiàcies. És originària d'una llarga i estreta àrea al sud-oest de Texas, pel Desert de Chihuahua i l'estat de San Luis Potosí (Mèxic), on creix a sòls rocosos a una altitud d'entre 1.500 a 3.000 m. Està estretament relacionada amb Salvia microphylla amb la qual forma híbrids.

## Morfologia

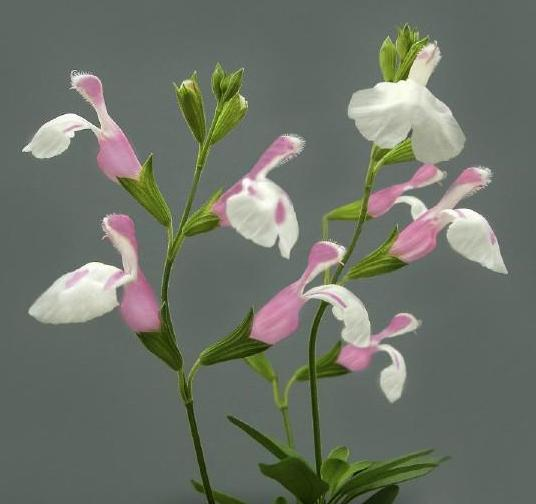
Salvia greggii "Teresa"

Salvia greggii és una planta molt variable, amb nombrosos cultivars, arribant a mesurar de 30 a 120 cm d'alçada i menys d'ample. Pot estar en posició erecta o amuntegada. Les fulles són típicament verdes de color intermedi i glabres, que tendeixen a ser menors de 2,5 cm de longitud. La mida de la flor i el color són extremadament variables. Les flors arriben a mesurar entre 0,5 i 2,5 cm de longitud, i tenen molts tons de color escarlata i vermell (el més comú a la natura), juntament amb el rosa, blanc, lavanda, violeta i albercoc. La planta s'utilitza àmpliament en l'horticultura.

## Cultius
Les varietats més populars inclouen "Furman Red", una cultivar de Texas que floreix profusament a la tardor amb flors de color vermell fosc. "Big Pink" té un llavi inferior gran amb un color rosa intens i un to lavanda. "Purple Pastel" és una petita varietat que floreix a la tardor. "Cherry Chief" floreix de manera fiable al sud humit dels Estats Units. "Desert Pastel" té flors de color albercoc pàl·lid amb vetes grogues, i prefereix els climes temperats.

## Taxonomia
Salvia greggii va ser descrita per Asa Gray i publicada a Proceedings of the American Academy of Arts and Sciences 8: 369. 1872.

L'epítet genèric ‘salvia’ prové de la paraula llatina "salvus", que significa "salut", per les virtuts medicinals que tenen les plantes d'aquest gènere. L'epítet específic “greggii” fou atorgat el 1870 pel botànic Asa Gray en honor de J. Gregg, un comerciant de Mèxic que va trobar la planta a Texas.
Salvia gregii se'n considera un sinònim.